# 歐盟高峰會列表
本條目是歐盟理事會會議（非正式名稱為歐盟高峰會）的列表。歐盟理事會是歐盟的一個機構，由歐盟成員國的國家元首或政府首長組成。會議從1975年開始，每年舉行三次。1996年至2007年，會議次數增加至每年至少四次，2008年起每年至少六次。2008年至2019年，平均每年召開7次理事會會議。2020年舉行的會議次數創歷史新高（13次）—儘管大部分是非正式視訊會議。會議頻率和形式因COVID-19大流行而發生了變化。自 2021年以來，平均每年召開八次理事會會議（見下表）。
自2008年以來，除了「歐盟高峰會」之外，平均每年還舉辦兩次特別「歐元峰會」（通常同時舉行）。由於歐元峰會的議程僅限於討論歐元區議題，並且僅邀請歐元區成員國的政治領導人，因此不被視為歐盟理事會的會議一部份。自2021年5月起，歐盟部長理事會輪值主席國、理事會主席、執委會主席和歐洲社會合作夥伴高層（BusinessEurope、歐洲工會聯合會、SGI Europe、SMEunited、歐洲經理人聯合會）每兩年舉行一次的「三方社會高峰會」也同樣如此。
目前的做法是，會議根據歐盟理事會主席的需求召開和組織。即將舉行的例行會議在每學期結束前安排時間，並以發出召集函的方式通知。2011至2020年，須提前安排三個學期後的會議時程（至少提前一年）， 但在2021年到2023年改為至少提前6個月， 2024年起，會議僅在該學期第一次會議前不久發布。 普通會議可以採取「預定的例行會議」（產生名為「結論」的公開文件）或「非正式例行會議」（產生名為「聲明」的公開文件）的形式。即將舉行的定期/非正式普通會議有時可能會在短時間內被更改或取消，理事會主席將透過發布該學期普通會議的修訂後日程計劃來通知成員。如果臨時需要在下個學期召開額外會議，則這些會議被稱為「臨時會議」。
如同例行會議，臨時會議可以以正式或非正式的形式舉行。列表沒有具體列出臨時會議是正式會議還是非正式會議，但可透過發布文件的標題間接確認—「結論」文件僅能在正式會議使用。

## 列表
前七次首腦會議於1961年至1974年間舉行，但此時歐盟理事會尚未成立。有些人認為這些會議應視為歐盟理事會的前七次非正式會議。

### 1970年代
| #  | 年度 | 日期     | 類型 | 理事會主席國 | 理事會主席           | 執委會主席             | 主辦城市   | 備註                                                 |
| -- | ---- | -------- | ---- | ------------ | -------------------- | ---------------------- | ---------- | ---------------------------------------------------- |
| 1  | 1975 | 3/10–11  | ―    | 愛爾蘭       | 連恩·柯茲葛洛夫      | 法蘭索瓦-札維耶·奧托利 | 都柏林     | （页面存档备份，存于） 首屆正式理事會                |
| 2  | 1975 | 7/16–17  | ―    | 義大利       | 阿爾多·莫羅          | 法蘭索瓦-札維耶·奧托利 | 布魯塞爾   | （页面存档备份，存于）                               |
| 3  | 1975 | 12/1–2   | ―    | 義大利       | 阿爾多·莫羅          | 法蘭索瓦-札維耶·奧托利 | 羅馬       | （页面存档备份，存于） 建立特雷維小組（TREVI group） |
| 4  | 1976 | 4/1–2    | ―    | 盧森堡       | 加斯東·托恩          | 法蘭索瓦-札維耶·奧托利 | 盧森堡市   | （页面存档备份，存于）                               |
| 5  | 1976 | 7/12–13  | ―    | 荷蘭         | 約普·登厄伊爾        | 法蘭索瓦-札維耶·奧托利 | 布魯塞爾   | （页面存档备份，存于）                               |
| 6  | 1976 | 11/29–30 | ―    | 荷蘭         | 約普·登厄伊爾        | 法蘭索瓦-札維耶·奧托利 | 海牙       | （页面存档备份，存于）                               |
| 7  | 1977 | 3/25–27  | ―    | 英国         | 詹姆士·卡拉漢        | 羅伊·詹金斯            | 羅馬       | Portuguese Web Archive的存檔，存档日期2016-05-16     |
| 8  | 1977 | 6/29–30  | ―    | 英国         | 詹姆士·卡拉漢        | 羅伊·詹金斯            | 倫敦       | （页面存档备份，存于）                               |
| 9  | 1977 | 12/5–6   | ―    | 比利时       | 萊奧·廷德曼斯        | 羅伊·詹金斯            | 布魯塞爾   | （页面存档备份，存于）                               |
| 10 | 1978 | 4/7–8    | ―    | 丹麦         | 安高·約恩森          | 羅伊·詹金斯            | 哥本哈根   | （页面存档备份，存于）                               |
| 11 | 1978 | 7/6–7    | ―    | 西德         | 赫爾穆特·施密特      | 羅伊·詹金斯            | 不來梅     | （页面存档备份，存于）                               |
| 12 | 1978 | 12/4–5   | ―    | 西德         | 赫爾穆特·施密特      | 羅伊·詹金斯            | 布魯塞爾   | （页面存档备份，存于）                               |
| 13 | 1979 | 3/12–13  | ―    | 法國         | 瓦萊里·季斯卡·德斯坦 | 羅伊·詹金斯            | 巴黎       | （页面存档备份，存于）                               |
| 14 | 1979 | 6/21–22  | ―    | 法國         | 瓦萊里·季斯卡·德斯坦 | 羅伊·詹金斯            | 史特拉斯堡 | （页面存档备份，存于）                               |
| 15 | 1979 | 11/29–30 | ―    | 愛爾蘭       | 傑克·林奇            | 羅伊·詹金斯            | 都柏林     | （页面存档备份，存于）                               |

### 1980年代
| #  | 年度 | 日期     | 類型   | 理事會主席國 | 理事會主席            | 執委會主席  | 主辦城市   | 備註                                                                                    |
| -- | ---- | -------- | ------ | ------------ | --------------------- | ----------- | ---------- | --------------------------------------------------------------------------------------- |
| 16 | 1980 | 4/17–18  | ―      | 義大利       | 法蘭西斯科·柯塞加     | 羅伊·詹金斯 | 盧森堡市   | （页面存档备份，存于）                                                                  |
| 17 | 1980 | 6/12–13  | ―      | 義大利       | 法蘭西斯科·柯塞加     | 羅伊·詹金斯 | 威尼斯     | （页面存档备份，存于）                                                                  |
| 18 | 1980 | 12/1–2   | ―      | 盧森堡       | 皮耶·維爾納           | 羅伊·詹金斯 | 盧森堡市   | （页面存档备份，存于）                                                                  |
| 19 | 1981 | 3/23–24  | ―      | 荷蘭         | 德里斯·范艾格         | 加斯東·托恩 | 馬斯垂克   | （页面存档备份，存于）                                                                  |
| 20 | 1981 | 6/29–30  | ―      | 荷蘭         | 德里斯·范艾格         | 加斯東·托恩 | 盧森堡市   | （页面存档备份，存于）                                                                  |
| 21 | 1981 | 11/26–27 | ―      | 英国         | 瑪格麗特·柴契爾       | 加斯東·托恩 | 倫敦       | （页面存档备份，存于）                                                                  |
| 22 | 1982 | 3/29–30  | ―      | 比利时       | 維爾弗里德·馬爾滕斯   | 加斯東·托恩 | 布魯塞爾   | （页面存档备份，存于）                                                                  |
| 23 | 1982 | 6/28–29  | ―      | 比利时       | 維爾弗里德·馬爾滕斯   | 加斯東·托恩 | 布魯塞爾   | （页面存档备份，存于）                                                                  |
| 24 | 1982 | 12/3–4   | ―      | 丹麦         | 保羅·施呂特           | 加斯東·托恩 | 哥本哈根   | （页面存档备份，存于）                                                                  |
| 25 | 1983 | 3/21–22  | ―      | 西德         | 海爾穆·柯爾           | 加斯東·托恩 | 布魯塞爾   | （页面存档备份，存于）                                                                  |
| 26 | 1983 | 6/17–19  | ―      | 西德         | 海爾穆·柯爾           | 加斯東·托恩 | 斯圖加特   | （页面存档备份，存于）                                                                  |
| 27 | 1983 | 12/4–6   | ―      | 希腊         | 安德烈亞斯·巴本德里歐 | 加斯東·托恩 | 雅典       | （页面存档备份，存于）                                                                  |
| 28 | 1984 | 3/19–20  | ―      | 法國         | 法蘭索瓦·密特朗       | 加斯東·托恩 | 布魯塞爾   | （页面存档备份，存于） （页面存档备份，存于）                                           |
| 29 | 1984 | 6/25–26  | ―      | 法國         | 法蘭索瓦·密特朗       | 加斯東·托恩 | 楓丹白露   | （页面存档备份，存于） 同意英國退款制度                                                 |
| 30 | 1984 | 12/3–4   | ―      | 愛爾蘭       | 加勒特·費茲傑羅       | 加斯東·托恩 | 都柏林     | （页面存档备份，存于）                                                                  |
| 31 | 1985 | 3/29–30  | ―      | 義大利       | 貝蒂諾·克拉西         | 雅克·德洛爾 | 布魯塞爾   | （页面存档备份，存于） 發起《單一歐洲法案》的政府間會議                                 |
| 32 | 1985 | 6/28–29  | ―      | 義大利       | 貝蒂諾·克拉西         | 雅克·德洛爾 | 米蘭       | （页面存档备份，存于）                                                                  |
| 33 | 1985 | 12/2–3   | ―      | 盧森堡       | 雅克·桑特             | 雅克·德洛爾 | 盧森堡市   | （页面存档备份，存于）                                                                  |
| 34 | 1986 | 6/26–27  | ―      | 荷蘭         | 呂德·魯貝士           | 雅克·德洛爾 | 海牙       | （页面存档备份，存于）                                                                  |
| 35 | 1986 | 12/5–6   | ―      | 英国         | 瑪格麗特·柴契爾       | 雅克·德洛爾 | 倫敦       | （页面存档备份，存于）                                                                  |
| 36 | 1987 | 6/29–30  | ―      | 比利时       | 維爾弗里德·馬爾滕斯   | 雅克·德洛爾 | 布魯塞爾   | （页面存档备份，存于）                                                                  |
| 37 | 1987 | 12/4–5   | ―      | 丹麦         | 保羅·施呂特           | 雅克·德洛爾 | 哥本哈根   | （页面存档备份，存于）                                                                  |
| 38 | 1988 | 2/11–13  | ―      | 西德         | 海爾穆·柯爾           | 雅克·德洛爾 | 布魯塞爾   | （页面存档备份，存于）                                                                  |
| 39 | 1988 | 6/27–28  | ―      | 西德         | 海爾穆·柯爾           | 雅克·德洛爾 | 漢諾威     | （页面存档备份，存于）                                                                  |
| 40 | 1988 | 12/2–3   | ―      | 希腊         | 安德烈亞斯·巴本德里歐 | 雅克·德洛爾 | 羅得       | （页面存档备份，存于）                                                                  |
| 41 | 1989 | 6/26–27  | ―      | 西班牙       | 菲利佩·岡薩雷茲       | 雅克·德洛爾 | 馬德里     | （页面存档备份，存于）                                                                  |
| 42 | 1989 | 11/18    | 非正式 | 法國         | 法蘭索瓦·密特朗       | 雅克·德洛爾 | 巴黎       | （页面存档备份，存于）                                                                  |
| 43 | 1989 | 12/8–9   | ―      | 法國         | 法蘭索瓦·密特朗       | 雅克·德洛爾 | 史特拉斯堡 | （页面存档备份，存于） （页面存档备份，存于） 歐盟理事會支持德國統一 儘管遭到英法反對。 |

### 1990年代
| #  | 年度 | 日期     | 類型   | 理事會主席國 | 理事會主席            | 執委會主席          | 主辦城市     | 備註                                                                      |
| -- | ---- | -------- | ------ | ------------ | --------------------- | ------------------- | ------------ | ------------------------------------------------------------------------- |
| 44 | 1990 | 4/28     | 臨時   | 愛爾蘭       | 查爾斯·豪伊           | 雅克·德洛爾         | 都柏林       | （页面存档备份，存于）                                                    |
| 45 | 1990 | 6/25–26  | ―      | 愛爾蘭       | 查爾斯·豪伊           | 雅克·德洛爾         | 都柏林       | （页面存档备份，存于）                                                    |
| 46 | 1990 | 10/27–28 | ―      | 義大利       | 朱利奧·安德烈奧蒂     | 雅克·德洛爾         | 羅馬         | （页面存档备份，存于）                                                    |
| 47 | 1990 | 12/14–15 | ―      | 義大利       | 朱利奧·安德烈奧蒂     | 雅克·德洛爾         | 羅馬         | （页面存档备份，存于）                                                    |
| 48 | 1991 | 4/8      | 非正式 | 盧森堡       | 雅克·桑特             | 雅克·德洛爾         | 盧森堡       | （页面存档备份，存于）                                                    |
| 49 | 1991 | 6/28–29  | ―      | 盧森堡       | 雅克·桑特             | 雅克·德洛爾         | 盧森堡       | （页面存档备份，存于）                                                    |
| 50 | 1991 | 12/9–10  | ―      | 荷蘭         | 呂德·魯貝士           | 雅克·德洛爾         | 馬斯垂克     | （页面存档备份，存于） 簽署《馬斯垂克條約》                               |
| 51 | 1992 | 6/27     | ―      | 葡萄牙       | 阿尼巴爾·卡瓦科·席瓦  | 雅克·德洛爾         | 里斯本       | （页面存档备份，存于）                                                    |
| 52 | 1992 | 10/16    | ―      | 英国         | 約翰·梅傑             | 雅克·德洛爾         | 伯明罕       | （页面存档备份，存于）                                                    |
| 53 | 1992 | 12/11–12 | ―      | 英国         | 約翰·梅傑             | 雅克·德洛爾         | 愛丁堡       | （页面存档备份，存于）                                                    |
| 54 | 1993 | 6/21–22  | ―      | 丹麦         | 波爾·尼魯普·拉斯穆森  | 雅克·德洛爾         | 哥本哈根     | （页面存档备份，存于） 同意哥本哈根標準                                   |
| 55 | 1993 | 10/29    | ―      | 比利时       | 讓-呂克·德阿納        | 雅克·德洛爾         | 布魯塞爾     | （页面存档备份，存于）                                                    |
| 56 | 1993 | 12/10–11 | ―      | 比利时       | 讓-呂克·德阿納        | 雅克·德洛爾         | 布魯塞爾     | （页面存档备份，存于）                                                    |
| 57 | 1994 | 6/24–25  | ―      | 希腊         | 安德烈亞斯·巴本德里歐 | 雅克·德洛爾         | 克基拉島     | （页面存档备份，存于） 奧地利、芬蘭、瑞典、挪威簽署加入條約（挪威未批准） |
| 58 | 1994 | 7/15     | 臨時   | 德国         | 海爾穆·柯爾           | 雅克·德洛爾         | 布魯塞爾     | （页面存档备份，存于）                                                    |
| 59 | 1994 | 12/9–10  | ―      | 德国         | 海爾穆·柯爾           | 雅克·德洛爾         | 埃森         | （页面存档备份，存于）                                                    |
| 60 | 1995 | 6/26–27  | ―      | 法國         | 賈克·席哈克           | 雅克·桑特           | 坎城         | （页面存档备份，存于）                                                    |
| 61 | 1995 | 10/22–23 | 臨時   | 西班牙       | 菲利佩·岡薩雷茲       | 雅克·桑特           | 馬約卡島     |                                                                           |
| 62 | 1995 | 12/15–16 | ―      | 西班牙       | 菲利佩·岡薩雷茲       | 雅克·桑特           | 馬德里       | （页面存档备份，存于）                                                    |
| 63 | 1996 | 3/29     | ―      | 義大利       | 蘭貝托·迪尼           | 雅克·桑特           | 杜林         | （页面存档备份，存于）                                                    |
| 64 | 1996 | 6/21–22  | ―      | 義大利       | 羅馬諾·普羅迪         | 雅克·桑特           | 佛羅倫斯     | （页面存档备份，存于）                                                    |
| 65 | 1996 | 10/5     | 臨時   | 愛爾蘭       | 約翰·布魯頓           | 雅克·桑特           | 都柏林       |                                                                           |
| 66 | 1996 | 12/13–14 | ―      | 愛爾蘭       | 約翰·布魯頓           | 雅克·桑特           | 都柏林       | （页面存档备份，存于）                                                    |
| 67 | 1997 | 23 May   | 非正式 | 荷蘭         | 維姆·寇克             | 雅克·桑特           | 諾德韋克     |                                                                           |
| 68 | 1997 | 6/16–17  | ―      | 荷蘭         | 維姆·寇克             | 雅克·桑特           | 阿姆斯特丹   | （页面存档备份，存于） 簽署《阿姆斯特丹條約》]                            |
| 69 | 1997 | 11/20–21 | 臨時   | 盧森堡       | 尚-克勞德·榮克        | 雅克·桑特           | 盧森堡       | （页面存档备份，存于） 就業臨時理事會                                     |
| 70 | 1997 | 12/12–13 | ―      | 盧森堡       | 尚-克勞德·榮克        | 雅克·桑特           | 盧森堡       |                                                                           |
| 71 | 1998 | 5/3      | 臨時   | 英国         | 東尼·布萊爾           | 雅克·桑特           | 布魯塞爾     | 歐元特別理事會決定進入歐洲聯盟經濟暨貨幣聯盟第三階段的11個國家            |
| 72 | 1998 | 6/15–16  | ―      | 英国         | 東尼·布萊爾           | 雅克·桑特           | 卡地夫       | （页面存档备份，存于）                                                    |
| 73 | 1998 | 10/24–25 | 非正式 | 奥地利       | 維克托·克利馬         | 雅克·桑特           | 珀查赫       |                                                                           |
| 74 | 1998 | 12/11–12 | ―      | 奥地利       | 維克托·克利馬         | 雅克·桑特           | 維也納       | （页面存档备份，存于）                                                    |
| 75 | 1999 | 2/26     | 非正式 | 德国         | 格哈德·施若德         | 雅克·桑特           | 柯尼希斯溫特 |                                                                           |
| 76 | 1999 | 3/24–25  | ―      | 德国         | 格哈德·施若德         | 曼努爾·馬林（代理） | 柏林         | （页面存档备份，存于）                                                    |
| 77 | 1999 | 4/14     | 非正式 | 德国         | 格哈德·施若德         | 曼努爾·馬林（代理） | 布魯塞爾     |                                                                           |
| 78 | 1999 | 6/3–4    | ―      | 德国         | 格哈德·施若德         | 曼努爾·馬林（代理） | 科隆         | （页面存档备份，存于）                                                    |
| 79 | 1999 | 10/15–16 | 臨時   | 芬兰         | 帕沃·利波寧           | 羅馬諾·普羅迪       | 坦佩雷       | （页面存档备份，存于） 司法與內政事務特別會議                             |
| 80 | 1999 | 12/10–11 | ―      | 芬兰         | 帕沃·利波寧           | 羅馬諾·普羅迪       | 赫爾辛基     | （页面存档备份，存于）                                                    |

### 2000年代
| #   | 年度 | 日期          | 類型                | 理事會主席國 | 理事會主席            | 執委會主席           | 主辦城市       | 備註 |
| --- | ---- | ------------- | ------------------- | ------------ | --------------------- | -------------------- | -------------- | --- |
| 81  | 2000 | 3/23–24       | ―                   | 葡萄牙       | 安東尼歐·古特瑞斯     | 羅馬諾·普羅迪        | 里斯本         | （页面存档备份，存于） 同意里斯本策略                                                                        |
| 82  | 2000 | 6/19–20       | ―                   | 葡萄牙       | 安東尼歐·古特瑞斯     | 羅馬諾·普羅迪        | 聖瑪麗亞達費拉 | 同意希臘加入歐元區的協議                                                                                     |
| 83  | 2000 | 13–14 October | 非正式              | 法國         | 賈克·席哈克           | 羅馬諾·普羅迪        | 比亞希茲       | |
| 84  | 2000 | 7–10 December | ―                   | 法國         | 賈克·席哈克           | 羅馬諾·普羅迪        | 尼斯           | （页面存档备份，存于） 簽署《尼斯條約》                                                                      |
| 85  | 2001 | 23–24 March   | ―                   | 瑞典         | 約蘭·佩爾松           | 羅馬諾·普羅迪        | 斯德哥爾摩     | （页面存档备份，存于）                                                                                       |
| 86  | 2001 | 6/15–16       | ―                   | 瑞典         | 約蘭·佩爾松           | 羅馬諾·普羅迪        | 哥特堡         | （页面存档备份，存于） 擴大、永續發展、經濟成長、 結構性改革與歐美峰會                                       |
| 87  | 2001 | 9/21          | 臨時                | 比利时       | 伏思達                | 羅馬諾·普羅迪        | 布魯塞爾       | （页面存档备份，存于） 緊急理事會—恐怖主義                                                                   |
| 88  | 2001 | 10/19         | 非正式              | 比利时       | 伏思達                | 羅馬諾·普羅迪        | 根特           | （页面存档备份，存于）                                                                                       |
| 89  | 2001 | 12/14–15      | ―                   | 比利时       | 伏思達                | 羅馬諾·普羅迪        | 拉肯           | （页面存档备份，存于）                                                                                       |
| 90  | 2002 | 3/15–16       | ―                   | 西班牙       | 荷西·瑪麗亞·阿茲納    | 羅馬諾·普羅迪        | 巴塞隆納       | （页面存档备份，存于）                                                                                       |
| 91  | 2002 | 6/21–22       | ―                   | 西班牙       | 荷西·瑪麗亞·阿茲納    | 羅馬諾·普羅迪        | 塞維亞         | （页面存档备份，存于） 決定重組理事會架構 以實現更高的專注度和效率                                           |
| 92  | 2002 | 10/24–25      | ―                   | 丹麦         | 安諾斯·福格·拉斯穆森  | 羅馬諾·普羅迪        | 布魯塞爾       | （页面存档备份，存于）                                                                                       |
| 93  | 2002 | 10/12–13      | ―                   | 丹麦         | 安諾斯·福格·拉斯穆森  | 羅馬諾·普羅迪        | 哥本哈根       | |
| 94  | 2003 | 2/17          | 臨時                | 希腊         | 科斯塔斯·西米蒂斯     | 羅馬諾·普羅迪        | 布魯塞爾       | 伊拉克危機 – 主席結論 （页面存档备份，存于）                                                                 |
| 95  | 2003 | 3/20–21       | ―                   | 希腊         | 科斯塔斯·西米蒂斯     | 羅馬諾·普羅迪        | 布魯塞爾       | 主席結論 （页面存档备份，存于）                                                                              |
| 96  | 2003 | 4/16          | 非正式              | 希腊         | 科斯塔斯·西米蒂斯     | 羅馬諾·普羅迪        | 雅典           | 簽署《2003年加入條約》 關於伊拉克的宣言 （页面存档备份，存于） 歐洲公約 （页面存档备份，存于）               |
| 97  | 2003 | 6/19–20       | ―                   | 希腊         | 科斯塔斯·西米蒂斯     | 羅馬諾·普羅迪        | 塞薩洛尼基     | 2003年6月會議主席結論 （页面存档备份，存于）                                                                 |
| 98  | 2003 | 10/4          | 臨時                | 義大利       | 西爾維奧·貝魯斯柯尼   | 羅馬諾·普羅迪        | 羅馬           | 針對歐洲憲法開始政府間會議                                                                                   |
| 99  | 2003 | 10/16–17      | ―                   | 義大利       | 西爾維奧·貝魯斯柯尼   | 羅馬諾·普羅迪        | 布魯塞爾       | 2003年10月會議主席結論 （页面存档备份，存于）                                                                |
| 100 | 2003 | 10/12–13      | ―                   | 義大利       | 西爾維奧·貝魯斯柯尼   | 羅馬諾·普羅迪        | 布魯塞爾       | 2003年12月會議主席結論 （页面存档备份，存于）                                                                |
| 101 | 2004 | 3/25–26       | ―                   | 愛爾蘭       | 伯蒂·艾赫恩           | 羅馬諾·普羅迪        | 布魯塞爾       | 關於打擊恐怖主義的宣言 （页面存档备份，存于） 2004年3月會議主席結論 （页面存档备份，存于）                   |
| 102 | 2004 | 6/17–18       | ―                   | 愛爾蘭       | 伯蒂·艾赫恩           | 羅馬諾·普羅迪        | 布魯塞爾       | 2004年6月會議主席結論 （页面存档备份，存于）                                                                 |
| 103 | 2004 | 11/4–5        | ―                   | 荷蘭         | 揚·彼得·巴爾克嫩德    | 羅馬諾·普羅迪        | 布魯塞爾       | 2004年11月會議主席結論 （页面存档备份，存于）                                                                |
| 104 | 2004 | 12/16–17      | ―                   | 荷蘭         | 揚·彼得·巴爾克嫩德    | 若瑟·曼努埃爾·巴洛索 | 布魯塞爾       | 2004年12月會議主席結論 （页面存档备份，存于）                                                                |
| 105 | 2005 | 3/22–23       | ―                   | 盧森堡       | 尚-克勞德·榮克        | 若瑟·曼努埃爾·巴洛索 | 布魯塞爾       | 2005年3月會議主席結論 （页面存档备份，存于）                                                                 |
| 106 | 2005 | 6/16–17       | ―                   | 盧森堡       | 尚-克勞德·榮克        | 若瑟·曼努埃爾·巴洛索 | 布魯塞爾       | 關於建立歐洲憲法條約批准的聲明 （页面存档备份，存于） 2005年6月會議主席結論 （页面存档备份，存于）           |
| 107 | 2005 | 10/27         | 非正式              | 英国         | 東尼·布萊爾           | 若瑟·曼努埃爾·巴洛索 | 倫敦           | 全球化 |
| 108 | 2005 | 12/15–16      | ―                   | 英国         | 東尼·布萊爾           | 若瑟·曼努埃爾·巴洛索 | 布魯塞爾       | 2005年12月會議主席結論 （页面存档备份，存于）                                                                |
| 109 | 2006 | 23–24 March   | ―                   | 奥地利       | 沃爾夫岡·許塞爾       | 若瑟·曼努埃爾·巴洛索 | 布魯塞爾       | 2006年3月會議主席結論 （页面存档备份，存于）                                                                 |
| 110 | 2006 | 6/15–16       | ―                   | 奥地利       | 沃爾夫岡·許塞爾       | 若瑟·曼努埃爾·巴洛索 | 布魯塞爾       | 同意斯洛維尼亞加入歐元區的協議 2006年6月會議主席結論 （页面存档备份，存于）                                  |
| 111 | 2006 | 10/20         | 非正式              | 芬兰         | 馬蒂·萬哈寧           | 若瑟·曼努埃爾·巴洛索 | 拉赫蒂         | 在西貝流士音樂廳與弗拉迪米爾·普丁會面                                                                        |
| 112 | 2006 | 12/14–15      | ―                   | 芬兰         | 馬蒂·萬哈寧           | 若瑟·曼努埃爾·巴洛索 | 布魯塞爾       | 2006年12月會議主席結論 （页面存档备份，存于）                                                                |
| 113 | 2007 | 3/8–9         | ―                   | 德国         | 安格拉·梅克爾         | 若瑟·曼努埃爾·巴洛索 | 布魯塞爾       | 2007年3月會議主席結論 （页面存档备份，存于）                                                                 |
| 114 | 2007 | 6/21–22       | ―                   | 德国         | 安格拉·梅克爾         | 若瑟·曼努埃爾·巴洛索 | 布魯塞爾       | 同意《里斯本條約》基礎 同意馬爾他和賽普勒斯加入歐元區的協議 2007年6月會議主席結論 （页面存档备份，存于）     |
| 115 | 2007 | 10/18–19      | 非正式              | 葡萄牙       | 若瑟·蘇格拉底         | 若瑟·曼努埃爾·巴洛索 | 里斯本         | 就《改革條約》達成協議 討論氣候變遷與美國經濟危機。                                                          |
| 116 | 2007 | 12/14         | ―                   | 葡萄牙       | 若瑟·蘇格拉底         | 若瑟·曼努埃爾·巴洛索 | 布魯塞爾       | 12/13在里斯本簽署《改革條約》 隔天在布魯塞爾舉行歐盟理事會會議 2007年12月會議主席結論 （页面存档备份，存于） |
| 117 | 2008 | 3/13–14       | ―                   | 斯洛維尼亞   | 亞內茲·楊薩           | 若瑟·曼努埃爾·巴洛索 | 布魯塞爾       | 商定的能源/氣候變遷政策的時間表和準則 2008年3月會議主席結論 （页面存档备份，存于）                           |
| 118 | 2008 | 6/19–20       | ―                   | 斯洛維尼亞   | 亞內茲·楊薩           | 若瑟·曼努埃爾·巴洛索 | 布魯塞爾       | 2008年6月會議主席結論 （页面存档备份，存于）                                                                 |
| 119 | 2008 | 7/13–14       | 臨時                | 法國         | 尼古拉·薩科齊         | 若瑟·曼努埃爾·巴洛索 | 巴黎           | 地中海的巴塞隆納進程 （页面存档备份，存于）                                                                  |
| 120 | 2008 | 9/1           | 臨時                | 法國         | 尼古拉·薩科齊         | 若瑟·曼努埃爾·巴洛索 | 布魯塞爾       | 歐俄關係臨時峰會（喬俄戰爭） 2008年9月會議主席結論 （页面存档备份，存于）                                    |
| ―   | 2008 | 10/12         | 歐元峰會            | 法國         | 尼古拉·薩科齊         | 若瑟·曼努埃爾·巴洛索 | 巴黎           | 2008年10月會議歐元區峰會結論                                                                                 |
| 121 | 2008 | 10/15–16      | ―                   | 法國         | 尼古拉·薩科齊         | 若瑟·曼努埃爾·巴洛索 | 布魯塞爾       | 2008年10月會議主席結論 （页面存档备份，存于）                                                                |
| 122 | 2008 | 11/7          | 非正式              | 法國         | 尼古拉·薩科齊         | 若瑟·曼努埃爾·巴洛索 | 布魯塞爾       | 2007年—2008年環球金融危機非正式峰會 關於環球金融危機的會議結論 （页面存档备份，存于）                        |
| 123 | 2008 | 12/11–12      | ―                   | 法國         | 尼古拉·薩科齊         | 若瑟·曼努埃爾·巴洛索 | 布魯塞爾       | 2008年12月會議主席結論 （页面存档备份，存于）                                                                |
| 124 | 2009 | 3/1           | 非正式              | 捷克         | 米雷克·托波拉內克     | 若瑟·曼努埃爾·巴洛索 | 布魯塞爾       | 2007年—2008年環球金融危機非正式峰會 2009年3月1日關於環球金融危機的會議結論 （页面存档备份，存于）            |
| 125 | 2009 | 3/19–20       | ―                   | 捷克         | 米雷克·托波拉內克     | 若瑟·曼努埃爾·巴洛索 | 布魯塞爾       | 2009年3月會議主席結論 （页面存档备份，存于）                                                                 |
| 126 | 2009 | 4/5           | 非正式 （歐美峰會） | 捷克         | 揚·費雪               | 若瑟·曼努埃爾·巴洛索 | 布拉格         | 美國總統巴拉克·歐巴馬到訪布拉格 2009年4月歐美關係會議結論 （页面存档备份，存于）                             |
| 127 | 2009 | 6/18–19       | ―                   | 捷克         | 揚·費雪               | 若瑟·曼努埃爾·巴洛索 | 布魯塞爾       | 接受冰島申請 2009年6月會議主席結論                                                                           |
| 128 | 2009 | 9/17          | 非正式              | 瑞典         | 弗雷德里克·賴因費爾特 | 若瑟·曼努埃爾·巴洛索 | 布魯塞爾       | 2009年二十國集團匹茲堡峰會會前準備 2009年9月會議主席結論 （页面存档备份，存于）                              |
| 129 | 2009 | 10/29–30      | ―                   | 瑞典         | 弗雷德里克·賴因費爾特 | 若瑟·曼努埃爾·巴洛索 | 布魯塞爾       | 2009年10月會議主席結論                                                                                       |
| 130 | 2009 | 9/19          | 非正式              | 瑞典         | 弗雷德里克·賴因費爾特 | 若瑟·曼努埃爾·巴洛索 | 布魯塞爾       | 選出首任歐盟理事會主席赫爾曼·范宏畢與首任 歐盟外交與安全政策高級代表凱瑟琳·艾希頓 2009年11月會議主席結論     |
| 131 | 2009 | 12/10–11      | —                   | 瑞典         | 弗雷德里克·賴因費爾特 | 若瑟·曼努埃爾·巴洛索 | 布魯塞爾       | 2009年12月會議主席結論 （页面存档备份，存于）                                                                |

### 2010年代
從2010年開始，根據《里斯本條約》的規定，所有正式（例行或臨時）歐洲理事會會議均在布魯塞爾舉行，並由常任主席主持。2010年2月，會議地點在索爾維圖書館，之後改在尤斯圖斯·利普修斯大廈，2017年3月起在歐羅巴大廈舉行。
| #   | 年度 | 日期             | 類型                        | 理事會主席國    | 理事會主席               | 執委會主席                      | 議程、結論與會議紀錄 |  |
| --- | ---- | ---------------- | --------------------------- | --------------- | ------------------------ | ------------------------------- | --- |  |
| 132 | 2010 | 2/11             | 非正式                      | 西班牙          | 赫爾曼·范宏畢 （第一任） | 若瑟·曼努埃爾·巴洛索 （第二任） | 聲明 （页面存档备份，存于） |  |
| ―   | 2010 | 3/25             | 歐元峰會                    | 西班牙          | 赫爾曼·范宏畢 （第一任） | 若瑟·曼努埃爾·巴洛索 （第二任） | 聲明 （页面存档备份，存于） |  |
| 133 | 2010 | 3/25–26          | 例行                        | 西班牙          | 赫爾曼·范宏畢 （第一任） | 若瑟·曼努埃爾·巴洛索 （第二任） | 結論 （页面存档备份，存于）、紀錄 （页面存档备份，存于） |  |
| ―   | 2010 | 5/7              | 歐元峰會                    | 西班牙          | 赫爾曼·范宏畢 （第一任） | 若瑟·曼努埃爾·巴洛索 （第二任） | 聲明 （页面存档备份，存于） |  |
| 134 | 2010 | 6/17             | 例行                        | 西班牙          | 赫爾曼·范宏畢 （第一任） | 若瑟·曼努埃爾·巴洛索 （第二任） | 結論 （页面存档备份，存于）、紀錄 （页面存档备份，存于） |  |
| 135 | 2010 | 9/16             | 臨時（特別）                | 比利时          | 赫爾曼·范宏畢 （第一任） | 若瑟·曼努埃爾·巴洛索 （第二任） | 結論 （页面存档备份，存于）、紀錄 （页面存档备份，存于）、（註：各國外交部長也出席了本次特別理事會） |  |
| 136 | 2010 | 10/28–29         | 例行                        | 比利时          | 赫爾曼·范宏畢 （第一任） | 若瑟·曼努埃爾·巴洛索 （第二任） | 結論 Portuguese Web Archive的存檔，存档日期2011-01-25、紀錄 （页面存档备份，存于） |  |
| 137 | 2010 | 12/16–17         | 例行                        | 比利时          | 赫爾曼·范宏畢 （第一任） | 若瑟·曼努埃爾·巴洛索 （第二任） | 結論 （页面存档备份，存于）、紀錄 （页面存档备份，存于） |  |
| 138 | 2011 | 2/4              | 例行                        | 匈牙利          | 赫爾曼·范宏畢 （第一任） | 若瑟·曼努埃爾·巴洛索 （第二任） | 結論 （页面存档备份，存于）、紀錄 （页面存档备份，存于） |  |
| ―   | 2011 | 3/11             | 歐元峰會                    | 匈牙利          | 赫爾曼·范宏畢 （第一任） | 若瑟·曼努埃爾·巴洛索 （第二任） | 聲明 （页面存档备份，存于） |  |
| 139 | 2011 | 3/11             | 臨時                        | 匈牙利          | 赫爾曼·范宏畢 （第一任） | 若瑟·曼努埃爾·巴洛索 （第二任） | 歐盟在利比亞和南部鄰國地區行動政策宣言 （页面存档备份，存于）、紀錄 （页面存档备份，存于） |  |
| 140 | 2011 | 3/24–25          | 例行                        | 匈牙利          | 赫爾曼·范宏畢 （第一任） | 若瑟·曼努埃爾·巴洛索 （第二任） | 結論 （页面存档备份，存于）、紀錄 （页面存档备份，存于） |  |
| 141 | 2011 | 6/23–24          | 例行                        | 匈牙利          | 赫爾曼·范宏畢 （第一任） | 若瑟·曼努埃爾·巴洛索 （第二任） | 網站、結論, 紀錄 （页面存档备份，存于）、更正 （页面存档备份，存于） |  |
| ―   | 2011 | 7/21             | 歐元峰會                    | 波蘭            | 赫爾曼·范宏畢 （第一任） | 若瑟·曼努埃爾·巴洛索 （第二任） | 聲明 （页面存档备份，存于） |  |
| 142 | 2011 | 10/23            | 例行                        | 波蘭            | 赫爾曼·范宏畢 （第一任） | 若瑟·曼努埃爾·巴洛索 （第二任） | 結論 （页面存档备份，存于）、紀錄 （页面存档备份，存于） |  |
| ―   | 2011 | 10/23–26         | 歐元峰會                    | 波蘭            | 赫爾曼·范宏畢 （第一任） | 若瑟·曼努埃爾·巴洛索 （第二任） | 聲明 的存檔，存档日期[日期錯誤] (2)[日期不符]，. |  |
| 143 | 2011 | 10/26            | 非正式                      | 波蘭            | 赫爾曼·范宏畢 （第一任） | 若瑟·曼努埃爾·巴洛索 （第二任） | 網站、聲明 （页面存档备份，存于） |  |
| 144 | 2011 | 12/9             | 例行                        | 波蘭            | 赫爾曼·范宏畢 （第一任） | 若瑟·曼努埃爾·巴洛索 （第二任） | 網站、結論 （页面存档备份，存于）、紀錄 （页面存档备份，存于） |  |
| ―   | 2011 | 12/9             | 歐元峰會                    | 波蘭            | 赫爾曼·范宏畢 （第一任） | 若瑟·曼努埃爾·巴洛索 （第二任） | 聲明 （页面存档备份，存于） |  |
| ―   | 2012 | 1/30             | 歐元峰會                    | 丹麦            | 赫爾曼·范宏畢 （第一任） | 若瑟·曼努埃爾·巴洛索 （第二任） | 商定溝通管道 （页面存档备份，存于） |  |
| 145 | 2012 | 1/30             | 非正式                      | 丹麦            | 赫爾曼·范宏畢 （第一任） | 若瑟·曼努埃爾·巴洛索 （第二任） | 網站、關於成長和就業的聲明 （页面存档备份，存于）、成長和競爭 （页面存档备份，存于） 外交政策議題 （页面存档备份，存于）、財務紀律和聚合 （页面存档备份，存于）、穩定、協調和治理條約                                                                 |  |
| 146 | 2012 | 3/1–2            | 例行                        | 丹麦            | 赫爾曼·范宏畢 （第一任） | 若瑟·曼努埃爾·巴洛索 （第二任） | 網站、結論 （页面存档备份，存于） 歐盟學期的實施、簽署財政契約、范宏畢連任主席 （页面存档备份，存于） 紀錄 （页面存档备份，存于）、更正 （页面存档备份，存于）                                                                                        |  |
| ―   | 2012 | 3/2              | 歐元峰會                    | 丹麦            | 赫爾曼·范宏畢 （第一任） | 若瑟·曼努埃爾·巴洛索 （第二任） | 聲明 （页面存档备份，存于） |  |
| 147 | 2012 | 5/23             | 非正式                      | 丹麦            | 赫爾曼·范宏畢 （第一任） | 若瑟·曼努埃爾·巴洛索 （第二任） | 網站1與2、希臘：歐元區媒體專線 （页面存档备份，存于）、解決青年失業問題 （页面存档备份，存于） |  |
| 148 | 2012 | 6/28–29          | 例行                        | 丹麦            | 赫爾曼·范宏畢 （第二任） | 若瑟·曼努埃爾·巴洛索 （第二任） | 網站、結論 （页面存档备份，存于） 邁向真正的歐洲聯盟經濟暨貨幣聯盟（理事會版） （页面存档备份，存于） 2012年7月至2014年12月歐盟理事會計畫 （页面存档备份，存于） 紀錄 （页面存档备份，存于）                                                          |  |
| ―   | 2012 | 6/28–29          | 歐元峰會                    | 丹麦            | 赫爾曼·范宏畢 （第二任） | 若瑟·曼努埃爾·巴洛索 （第二任） | 聲明 （页面存档备份，存于） |  |
| 149 | 2012 | 10/18–19         | 例行                        | 賽普勒斯        | 赫爾曼·范宏畢 （第二任） | 若瑟·曼努埃爾·巴洛索 （第二任） | 網站、結論 （页面存档备份，存于） 完成歐洲聯盟經濟暨貨幣聯盟的聲明 （页面存档备份，存于） 邁向真正的歐洲聯盟經濟暨貨幣聯盟（期中報告） （页面存档备份，存于） 關於希臘的聲明 （页面存档备份，存于）、紀錄 （页面存档备份，存于）                      |  |
| 150 | 2012 | 11/22‑23         | 臨時                        | 賽普勒斯        | 赫爾曼·范宏畢 （第二任） | 若瑟·曼努埃爾·巴洛索 （第二任） | 網站 歐盟2014-20多年期金融框架聲明 （页面存档备份，存于） 紀錄 Portuguese Web Archive的存檔，存档日期2016-05-15 |  |
| 151 | 2012 | 12/13–14         | 例行                        | 賽普勒斯        | 赫爾曼·范宏畢 （第二任） | 若瑟·曼努埃爾·巴洛索 （第二任） | 網站、結論 （页面存档备份，存于） 完成歐洲聯盟經濟暨貨幣聯盟的結論 （页面存档备份，存于） 邁向真正的歐洲聯盟經濟暨貨幣聯盟（最終報告） （页面存档备份，存于） 關於銀行監理（SSM）的立場 （页面存档备份，存于） 紀錄 （页面存档备份，存于）            |  |
| 152 | 2013 | 2/7–8            | 例行                        | 愛爾蘭          | 赫爾曼·范宏畢 （第二任） | 若瑟·曼努埃爾·巴洛索 （第二任） | 網站、結論 （页面存档备份，存于）、多年期金融框架 （页面存档备份，存于） |  |
| ―   | 2013 | 3/14             | 歐元峰會                    | 愛爾蘭          | 赫爾曼·范宏畢 （第二任） | 若瑟·曼努埃爾·巴洛索 （第二任） | 歐元峰會新程序規則、主席說明 |  |
| 153 | 2013 | 14–15 March      | 例行                        | 愛爾蘭          | 赫爾曼·范宏畢 （第二任） | 若瑟·曼努埃爾·巴洛索 （第二任） | 網站、結論 （页面存档备份，存于） |  |
| 154 | 2013 | 5/22             | 例行                        | 愛爾蘭          | 赫爾曼·范宏畢 （第二任） | 若瑟·曼努埃爾·巴洛索 （第二任） | 網站、結論（稅務與能源） （页面存档备份，存于）、歐盟執委會人數 （页面存档备份，存于） |  |
| 155 | 2013 | 6/27–28          | 例行                        | 愛爾蘭          | 赫爾曼·范宏畢 （第二任） | 若瑟·曼努埃爾·巴洛索 （第二任） | 網站、結論 2014–19年歐洲議會 （页面存档备份，存于）、真正的歐洲聯盟經濟暨貨幣聯盟 （页面存档备份，存于） |  |
| 156 | 2013 | 10/24–25         | 例行                        | 立陶宛          | 赫爾曼·范宏畢 （第二任） | 若瑟·曼努埃爾·巴洛索 （第二任） | 網站、結論 （页面存档备份，存于） |  |
| 157 | 2013 | 12/19–20         | 例行                        | 立陶宛          | 赫爾曼·范宏畢 （第二任） | 若瑟·曼努埃爾·巴洛索 （第二任） | 網站、結論 （页面存档备份，存于）、安全與防衛結論 （页面存档备份，存于） |  |
| 158 | 2014 | 3/6              | 臨時                        | 希腊            | 赫爾曼·范宏畢 （第二任） | 若瑟·曼努埃爾·巴洛索 （第二任） | 網站（歐盟支持烏克蘭） （页面存档备份，存于）、關於烏克蘭的聲明 （页面存档备份，存于） |  |
| 159 | 2014 | 3/20–21          | 例行                        | 希腊            | 赫爾曼·范宏畢 （第二任） | 若瑟·曼努埃爾·巴洛索 （第二任） | 網站 （页面存档备份，存于）、結論 （页面存档备份，存于） 關於烏克蘭的結論 （页面存档备份，存于）、歐盟對俄羅斯實施制裁 （页面存档备份，存于）、簽署歐盟—烏克蘭聯合協定                                                                                |  |
| 160 | 2014 | 5/27             | 非正式                      | 希腊            | 赫爾曼·范宏畢 （第二任） | 若瑟·曼努埃爾·巴洛索 （第二任） | 網站 （页面存档备份，存于）、關於烏克蘭的聲明 （页面存档备份，存于） |  |
| 161 | 2014 | 6/26–27          | 例行                        | 希腊            | 赫爾曼·范宏畢 （第二任） | 若瑟·曼努埃爾·巴洛索 （第二任） | 網站 （页面存档备份，存于）、結論 （页面存档备份，存于） 關於烏克蘭的結論 （页面存档备份，存于）、聯盟的策略議程 （页面存档备份，存于）、第一次世界大戰紀念                                                                                           |  |
| 162 | 2014 | 7/16             | 臨時                        | 義大利          | 赫爾曼·范宏畢 （第二任） | 若瑟·曼努埃爾·巴洛索 （第二任） | 網站 （页面存档备份，存于）、結論 （页面存档备份，存于）、關於烏克蘭與加薩的結論 |  |
| 163 | 2014 | 8/30             | 臨時                        | 義大利          | 赫爾曼·范宏畢 （第二任） | 若瑟·曼努埃爾·巴洛索 （第二任） | 網站 （页面存档备份，存于）、結論 提名下一任歐盟理事會主席和外交事務高級代表、因烏克蘭危機對俄羅斯實施制裁 （页面存档备份，存于） |  |
| 164 | 2014 | 10/23–24         | 例行                        | 義大利          | 赫爾曼·范宏畢 （第二任） | 若瑟·曼努埃爾·巴洛索 （第二任） | 網站 （页面存档备份，存于）、結論 （页面存档备份，存于） 任命新執委會 （页面存档备份，存于）、2030年氣候與能源政策架構 （页面存档备份，存于）、歐盟對伊波拉病毒的回應                                                                                 |  |
| ―   | 2014 | 10/24            | 歐元峰會                    | 義大利          | 赫爾曼·范宏畢 （第二任） | 若瑟·曼努埃爾·巴洛索 （第二任） | 聲明 （页面存档备份，存于） |  |
| 165 | 2014 | 12/18            | 例行                        | 義大利          | 唐納·圖斯克 （第一任）   | 尚-克勞德·榮克                  | 網站 （页面存档备份，存于）、結論 （页面存档备份，存于） 克里米亞和塞凡堡：歐盟進一步制裁 （页面存档备份，存于） |  |
| 166 | 2015 | 2/12             | 非正式                      | 拉脫維亞        | 唐納·圖斯克 （第一任）   | 尚-克勞德·榮克                  | 網站 （页面存档备份，存于）、非正式會議結果 （页面存档备份，存于） 關於打擊恐怖主義的聲明 （页面存档备份，存于）、歐元區改善經濟治理的後續步驟 （分析註釋）、關於烏克蘭停火的說明 （页面存档备份，存于）                                              |  |
| 167 | 2015 | 3/19–20          | 例行                        | 拉脫維亞        | 唐納·圖斯克 （第一任）   | 尚-克勞德·榮克                  | 網站 （页面存档备份，存于）、結論 （页面存档备份，存于） 能源聯盟 （页面存档备份，存于）、與俄羅斯的關係 （页面存档备份，存于）、2015年歐盟學期 （页面存档备份，存于） 關於突尼斯的聲明 （页面存档备份，存于）、關於希臘的聲明 （页面存档备份，存于） |  |
| 168 | 2015 | 4/23             | 臨時                        | 拉脫維亞        | 唐納·圖斯克 （第一任）   | 尚-克勞德·榮克                  | 網站 （页面存档备份，存于）、聲明 （页面存档备份，存于） 應對地中海移民壓力的十點行動計劃 （页面存档备份，存于）、紀錄 （页面存档备份，存于） |  |
| —   | 2015 | 6/22             | 歐元峰會                    | 拉脫維亞        | 唐納·圖斯克 （第一任）   | 尚-克勞德·榮克                  | 網站 （页面存档备份，存于）、主席說明1與2 |  |
| 169 | 2015 | 6/25–26          | 例行                        | 拉脫維亞        | 唐納·圖斯克 （第一任）   | 尚-克勞德·榮克                  | 網站 （页面存档备份，存于）、結論 （页面存档备份，存于） 歐洲戰略投資基金 （页面存档备份，存于）、完成歐洲經濟暨貨幣聯盟 （页面存档备份，存于） |  |
| —   | 2015 | 7/7              | 歐元峰會                    | 盧森堡          | 唐納·圖斯克 （第一任）   | 尚-克勞德·榮克                  | 網站 （页面存档备份，存于）、歐元集團會議的準備 （页面存档备份，存于）、主席說明 （页面存档备份，存于） |  |
| —   | 2015 | 7/12             | 歐元峰會                    | 盧森堡          | 唐納·圖斯克 （第一任）   | 尚-克勞德·榮克                  | 網站、歐元集團會議、主席說明 （页面存档备份，存于）、聲明 （页面存档备份，存于） |  |
| 170 | 2015 | 9/23             | 非正式                      | 盧森堡          | 唐納·圖斯克 （第一任）   | 尚-克勞德·榮克                  | 網站 （页面存档备份，存于）、主席說明 （页面存档备份，存于）、聲明 （页面存档备份，存于） |  |
| 171 | 2015 | 10/15            | 例行                        | 盧森堡          | 唐納·圖斯克 （第一任）   | 尚-克勞德·榮克                  | 網站 （页面存档备份，存于）、結論 （页面存档备份，存于） |  |
| 172 | 2015 | 11/12            | 非正式                      | 盧森堡          | 唐納·圖斯克 （第一任）   | 尚-克勞德·榮克                  | 網站 （页面存档备份，存于）、主席說明 （页面存档备份，存于） |  |
| 173 | 2015 | 12/17‑18         | 例行                        | 盧森堡          | 唐納·圖斯克 （第一任）   | 尚-克勞德·榮克                  | 網站 （页面存档备份，存于）、結論 （页面存档备份，存于） |  |
| 174 | 2016 | 2/18‑19          | 例行                        | 荷蘭            | 唐納·圖斯克 （第一任）   | 尚-克勞德·榮克                  | 網站 （页面存档备份，存于）、結論 （页面存档备份，存于） |  |
| 175 | 2016 | 3/17–18          | 例行                        | 荷蘭            | 唐納·圖斯克 （第一任）   | 尚-克勞德·榮克                  | 網站 （页面存档备份，存于）、結論 （页面存档备份，存于）、紀錄 （页面存档备份，存于）、修正 （页面存档备份，存于） |  |
| 176 | 2016 | 6/28             | 例行 （因英國脫歐公投延後） | 荷蘭            | 唐納·圖斯克 （第一任）   | 尚-克勞德·榮克                  | 網站 （页面存档备份，存于）、結論 （页面存档备份，存于）、紀錄 （页面存档备份，存于） |  |
| 176 | 2016 | 6/29             | 非正式無英國                | 荷蘭            | 唐納·圖斯克 （第一任）   | 尚-克勞德·榮克                  | 網站 （页面存档备份，存于）、聲明 （页面存档备份，存于） |  |
| 177 | 2016 | 9/16             | 非正式無英國                | 斯洛伐克        | 唐納·圖斯克 （第一任）   | 尚-克勞德·榮克                  | 網站 （页面存档备份，存于）、 |  |
| 178 | 2016 | 10/20–21         | 例行                        | 斯洛伐克        | 唐納·圖斯克 （第一任）   | 尚-克勞德·榮克                  | 網站 （页面存档备份，存于）、結論 （页面存档备份，存于） |  |
| 179 | 2016 | 12/15            | 例行                        | 斯洛伐克        | 唐納·圖斯克 （第一任）   | 尚-克勞德·榮克                  | 網站 （页面存档备份，存于）, 結論 （页面存档备份，存于） |  |
| 180 | 2017 | 2/3白天          | 非正式                      | 馬爾他          | 唐納·圖斯克 （第一任）   | 尚-克勞德·榮克                  | 網站 （页面存档备份，存于）、聲明及說明 （页面存档备份，存于） |  |
| 180 | 2017 | 2/3晚上          | 非正式無英國                | 馬爾他          | 唐納·圖斯克 （第一任）   | 尚-克勞德·榮克                  | 網站：「主要成果：羅馬條約60週年的籌備工作」 （页面存档备份，存于） |  |
| 181 | 2017 | 3/9              | 例行                        | 馬爾他          | 唐納·圖斯克 （第一任）   | 尚-克勞德·榮克                  | 網站 （页面存档备份，存于）、主席結論 （页面存档备份，存于）、紀錄 （页面存档备份，存于） |  |
| 181 | 2017 | 3/10             | 非正式無英國                | 馬爾他          | 唐納·圖斯克 （第一任）   | 尚-克勞德·榮克                  | 網站：「非正式會議」 （页面存档备份，存于） |  |
| 182 | 2017 | 4/29             | 臨時無英國                  | 馬爾他          | 唐納·圖斯克 （第一任）   | 尚-克勞德·榮克                  | 網站 （页面存档备份，存于）、歐盟理事會（第50條）英國脫歐談判指南 （页面存档备份，存于）、紀錄 （页面存档备份，存于） |  |
| 183 | 2017 | 6/22–23          | 例行                        | 馬爾他          | 唐納·圖斯克 （第二任）   | 尚-克勞德·榮克                  | 網站 （页面存档备份，存于）、帶註釋的議程 （页面存档备份，存于）、結論 （页面存档备份，存于） |  |
| 183 | 2017 | 22晚間           | 臨時無英國                  | 馬爾他          | 唐納·圖斯克 （第二任）   | 尚-克勞德·榮克                  | 網站 （页面存档备份，存于）、帶註釋的議程 （页面存档备份，存于） 國家元首和政府首腦的決定：「在英國退出歐盟的背景下就歐洲藥品局和歐洲銀行業管理局搬遷做出決定的程序」 （页面存档备份，存于）                                                          |  |
| 184 | 2017 | 10/19–20         | 例行                        | 爱沙尼亚        | 唐納·圖斯克 （第二任）   | 尚-克勞德·榮克                  | 網站 （页面存档备份，存于）、結論 （页面存档备份，存于） |  |
| 184 | 2017 | 10/20            | 臨時無英國                  | 爱沙尼亚        | 唐納·圖斯克 （第二任）   | 尚-克勞德·榮克                  | 網站 （页面存档备份，存于） |  |
| 185 | 2017 | 11/17            | 非正式                      | 爱沙尼亚        | 唐納·圖斯克 （第二任）   | 尚-克勞德·榮克                  | 網站 （页面存档备份，存于） |  |
| 186 | 2017 | 12/14–15         | 例行                        | 爱沙尼亚        | 唐納·圖斯克 （第二任）   | 尚-克勞德·榮克                  | 網站 （页面存档备份，存于）、結論 （页面存档备份，存于） |  |
| 186 | 2017 | 12/15            | 歐元峰會                    | 爱沙尼亚        | 唐納·圖斯克 （第二任）   | 尚-克勞德·榮克                  | 網站 （页面存档备份，存于）、主席說明 （页面存档备份，存于） |  |
| 186 | 2017 | 12/15            | 臨時無英國                  | 爱沙尼亚        | 唐納·圖斯克 （第二任）   | 尚-克勞德·榮克                  | 結果：英國脫歐談判指南 （页面存档备份，存于） |  |
| 187 | 2018 | 3/22–23          | 例行                        | 保加利亚        | 唐納·圖斯克 （第二任）   | 尚-克勞德·榮克                  | 網站 （页面存档备份，存于）、結論 （页面存档备份，存于） |  |
| 187 | 2018 | 3/23             | 例行無英國                  | 保加利亚        | 唐納·圖斯克 （第二任）   | 尚-克勞德·榮克                  | 網站 （页面存档备份，存于） |  |
| 187 | 2018 | 3/23             | 歐元峰會                    | 保加利亚        | 唐納·圖斯克 （第二任）   | 尚-克勞德·榮克                  | 網站 （页面存档备份，存于） |  |
| 188 | 2018 | 6/28–29          | 例行                        | 保加利亚        | 唐納·圖斯克 （第二任）   | 尚-克勞德·榮克                  | 網站 （页面存档备份，存于）、結論 （页面存档备份，存于） |  |
| 188 | 2018 | 6/29             | 臨時無英國                  | 保加利亚        | 唐納·圖斯克 （第二任）   | 尚-克勞德·榮克                  | 結論 （页面存档备份，存于） |  |
| 188 | 2018 | 6/29             | 歐元峰會                    | 保加利亚        | 唐納·圖斯克 （第二任）   | 尚-克勞德·榮克                  | 網站 （页面存档备份，存于）、聲明 （页面存档备份，存于） |  |
| 189 | 2018 | 9/19–20          | 非正式                      | 奥地利          | 唐納·圖斯克 （第二任）   | 尚-克勞德·榮克                  | 網站 （页面存档备份，存于） |  |
| 189 | 2018 | 9/20             | 非正式無英國                | 奥地利          | 唐納·圖斯克 （第二任）   | 尚-克勞德·榮克                  | 網站 （页面存档备份，存于） |  |
| 190 | 2018 | 10/17            | 臨時無英國                  | 奥地利          | 唐納·圖斯克 （第二任）   | 尚-克勞德·榮克                  | 網站 （页面存档备份，存于） |  |
| 190 | 2018 | 10/18白天        | 例行                        | 奥地利          | 唐納·圖斯克 （第二任）   | 尚-克勞德·榮克                  | 網站 （页面存档备份，存于） |  |
| 190 | 2018 | 10/18晚上        | 歐元峰會                    | 奥地利          | 唐納·圖斯克 （第二任）   | 尚-克勞德·榮克                  | 網站 （页面存档备份，存于） |  |
| 191 | 2018 | 12/13–14         | 例行                        | 奥地利          | 唐納·圖斯克 （第二任）   | 尚-克勞德·榮克                  | 網站 （页面存档备份，存于） |  |
| 191 | 2018 | 12/13            | 臨時無英國                  | 奥地利          | 唐納·圖斯克 （第二任）   | 尚-克勞德·榮克                  | 網站 （页面存档备份，存于） |  |
| 191 | 2018 | 12/14            | 歐元峰會                    | 奥地利          | 唐納·圖斯克 （第二任）   | 尚-克勞德·榮克                  | 網站 （页面存档备份，存于）、聲明 （页面存档备份，存于） |  |
| 192 | 2019 | 3/21             | 臨時無英國                  | 羅馬尼亞        | 唐納·圖斯克 （第二任）   | 尚-克勞德·榮克                  | 網站 （页面存档备份，存于） 歐盟理事會決定第(EU) 2019/476號與英國於2019年3月22日達成協議，延長《歐洲聯盟條約》第50(3)條規定的期限 （页面存档备份，存于） 結論 （页面存档备份，存于）                                                                  |  |
| 192 | 2019 | 3/22             | 例行                        | 羅馬尼亞        | 唐納·圖斯克 （第二任）   | 尚-克勞德·榮克                  | 網站 （页面存档备份，存于）、結論 |  |
| 193 | 2019 | 4/10             | 臨時無英國                  | 羅馬尼亞        | 唐納·圖斯克 （第二任）   | 尚-克勞德·榮克                  | 網站 （页面存档备份，存于） 歐洲理事會決定第(EU) 2019/584號與英國於2019年4月11日達成協議，延長《歐洲聯盟條約》第50(3)條規定的期限 （页面存档备份，存于） 結論 （页面存档备份，存于）                                                                  |  |
| 194 | 2019 | 5/9              | 非正式                      | 羅馬尼亞        | 唐納·圖斯克 （第二任）   | 尚-克勞德·榮克                  | 網站 （页面存档备份，存于） |  |
| 195 | 2019 | 5/28             | 非正式                      | 羅馬尼亞        | 唐納·圖斯克 （第二任）   | 尚-克勞德·榮克                  | 網站 （页面存档备份，存于） |  |
| 196 | 2019 | 6/20             | 例行                        | 羅馬尼亞        | 唐納·圖斯克 （第二任）   | 尚-克勞德·榮克                  | 網站 （页面存档备份，存于）、結論 （页面存档备份，存于） |  |
| 196 | 2019 | 6/21             | 歐元峰會                    | 羅馬尼亞        | 唐納·圖斯克 （第二任）   | 尚-克勞德·榮克                  | 網站 （页面存档备份，存于）、聲明 （页面存档备份，存于） |  |
| 196 | 2019 | 6/21             | 臨時無英國                  | 羅馬尼亞        | 唐納·圖斯克 （第二任）   | 尚-克勞德·榮克                  | 網站 （页面存档备份，存于） |  |
| 197 | 2019 | 6/30–7/2         | 臨時                        | 羅馬尼亞 · 芬兰 | 唐納·圖斯克 （第二任）   | 尚-克勞德·榮克                  | 網站 （页面存档备份，存于） 結論（歐盟理事會主席、執委會主席、歐盟外交與安全政策代表與歐洲中央銀行行長提名） （页面存档备份，存于） |  |
| 198 | 2019 | 17               | 臨時無英國                  | 芬兰            | 唐納·圖斯克 （第二任）   | 尚-克勞德·榮克                  | 網站 （页面存档备份，存于）、結論 （页面存档备份，存于） |  |
| 198 | 2019 | 10/17–18 October | 例行                        | 芬兰            | 唐納·圖斯克 （第二任）   | 尚-克勞德·榮克                  | 網站 （页面存档备份，存于）、結論 （页面存档备份，存于） |  |
| 199 | 2019 | 12/12–13         | 例行                        | 芬兰            | 夏爾·米歇爾              | 烏蘇拉·馮德萊恩 （第一任）      | 網站 （页面存档备份，存于）、結論 （页面存档备份，存于） |  |
| 199 | 2019 | 12/13            | 歐元峰會                    | 芬兰            | 夏爾·米歇爾              | 烏蘇拉·馮德萊恩 （第一任）      | 網站 （页面存档备份，存于）、聲明 （页面存档备份，存于） |  |
| 199 | 2019 | 12/13            | 臨時無英國                  | 芬兰            | 夏爾·米歇爾              | 烏蘇拉·馮德萊恩 （第一任）      | 網站 （页面存档备份，存于）、結論 （页面存档备份，存于） |  |

### 2020年代
| #   | 年度 | 日期     | 類型                                   | 理事會主席國                                             | 理事會主席      | 執委會主席                 | 議程、結論與會議紀錄                                                      |
| --- | ---- | -------- | -------------------------------------- | -------------------------------------------------------- | --------------- | -------------------------- | ------------------------------------------------------------------------- |
| 200 | 2020 | 2/20–21  | 臨時                                   |                                                          | 夏爾·米歇爾     | 烏蘇拉·馮德萊恩 （第一任） | 網站 （页面存档备份，存于）                                               |
| 201 | 2020 | 3/10     | 臨時 （非正式視訊會議）                | 網站                                                     | 夏爾·米歇爾     | 烏蘇拉·馮德萊恩 （第一任） |                                                                           |
| 202 | 2020 | 3/17     | 臨時 （非正式視訊會議）                | 網站 （页面存档备份，存于）                              | 夏爾·米歇爾     | 烏蘇拉·馮德萊恩 （第一任） |                                                                           |
| 203 | 2020 | 3/26     | 非正式 （非正式視訊會議—取代例行會議） | 網站 （页面存档备份，存于）、聲明 （页面存档备份，存于） | 夏爾·米歇爾     | 烏蘇拉·馮德萊恩 （第一任） |                                                                           |
| 204 | 2020 | 4/23     | 臨時 （非正式視訊會議）                | 網站 （页面存档备份，存于）                              | 夏爾·米歇爾     | 烏蘇拉·馮德萊恩 （第一任） |                                                                           |
| 205 | 2020 | 6/19     | 非正式 （非正式視訊會議—取代例行會議） | 網站 （页面存档备份，存于）                              | 夏爾·米歇爾     | 烏蘇拉·馮德萊恩 （第一任） |                                                                           |
| 206 | 2020 | 7/17–21  | 臨時                                   | 德国                                                     | 夏爾·米歇爾     | 烏蘇拉·馮德萊恩 （第一任） | 網站 （页面存档备份，存于）、結論 （页面存档备份，存于）                  |
| 207 | 2020 | 8/19     | 臨時 （非正式視訊會議）                | 德国                                                     | 夏爾·米歇爾     | 烏蘇拉·馮德萊恩 （第一任） | 網站 （页面存档备份，存于）                                               |
| 208 | 2020 | 10/1–2   | 臨時                                   | 德国                                                     | 夏爾·米歇爾     | 烏蘇拉·馮德萊恩 （第一任） | 網站 （页面存档备份，存于）、結論                                         |
| 209 | 2020 | 10/15–16 | 例行                                   | 德国                                                     | 夏爾·米歇爾     | 烏蘇拉·馮德萊恩 （第一任） | 網站 （页面存档备份，存于）、結論 （页面存档备份，存于）                  |
| 210 | 2020 | 10/29    | 臨時 （非正式視訊會議）                | 德国                                                     | 夏爾·米歇爾     | 烏蘇拉·馮德萊恩 （第一任） | 網站 （页面存档备份，存于）                                               |
| 211 | 2020 | 11/19    | 臨時 （非正式視訊會議）                | 德国                                                     | 夏爾·米歇爾     | 烏蘇拉·馮德萊恩 （第一任） | 網站                                                                      |
| 212 | 2020 | 12/10–11 | 例行                                   | 德国                                                     | 夏爾·米歇爾     | 烏蘇拉·馮德萊恩 （第一任） | 網站 （页面存档备份，存于）、結論 （页面存档备份，存于）                  |
| ―   | 2020 | 12/11    | 歐元峰會                               | 德国                                                     | 夏爾·米歇爾     | 烏蘇拉·馮德萊恩 （第一任） | 網站 （页面存档备份，存于）、聲明 （页面存档备份，存于）                  |
| 213 | 2021 | 1/21     | 臨時 （非正式視訊會議）                | 葡萄牙                                                   | 夏爾·米歇爾     | 烏蘇拉·馮德萊恩 （第一任） | 網站 （页面存档备份，存于）                                               |
| 214 | 2021 | 2/25–26  | 臨時 （非正式視訊會議）                | 葡萄牙                                                   | 夏爾·米歇爾     | 烏蘇拉·馮德萊恩 （第一任） | 網站 （页面存档备份，存于）、聲明 （页面存档备份，存于）                  |
| ―   | 2021 | 3/25     | 歐元峰會 （非正式視訊會議）            | 葡萄牙                                                   | 夏爾·米歇爾     | 烏蘇拉·馮德萊恩 （第一任） | 網站、聲明 （页面存档备份，存于）                                         |
| 215 | 2021 | 3/25–26  | 非正式 （非正式視訊會議—取代例行會議） | 葡萄牙                                                   | 夏爾·米歇爾     | 烏蘇拉·馮德萊恩 （第一任） | 網站 （页面存档备份，存于）、聲明 （页面存档备份，存于）                  |
| ―   | 2021 | 5/7      | 三方社會高峰會                         | 葡萄牙                                                   | 夏爾·米歇爾     | 烏蘇拉·馮德萊恩 （第一任） | 網站 （页面存档备份，存于）、聲明 （页面存档备份，存于）                  |
| 216 | 2021 | 5/7–8    | 非正式                                 | 葡萄牙                                                   | 夏爾·米歇爾     | 烏蘇拉·馮德萊恩 （第一任） | 網站 （页面存档备份，存于）、宣言 （页面存档备份，存于）                  |
| 217 | 2021 | 5/24–25  | 臨時                                   | 葡萄牙                                                   | 夏爾·米歇爾     | 烏蘇拉·馮德萊恩 （第一任） | 網站 （页面存档备份，存于）、結論 （页面存档备份，存于）                  |
| 218 | 2021 | 6/24–25  | 例行                                   | 葡萄牙                                                   | 夏爾·米歇爾     | 烏蘇拉·馮德萊恩 （第一任） | 網站 （页面存档备份，存于）、結論 （页面存档备份，存于）                  |
| ―   | 2021 | 6/25     | 歐元峰會                               | 葡萄牙                                                   | 夏爾·米歇爾     | 烏蘇拉·馮德萊恩 （第一任） | 網站 （页面存档备份，存于）、聲明 （页面存档备份，存于）                  |
| 219 | 2021 | 10/5     | 非正式                                 | 斯洛維尼亞                                               | 夏爾·米歇爾     | 烏蘇拉·馮德萊恩 （第一任） | 網站 （页面存档备份，存于）                                               |
| ―   | 2021 | 10/20    | 三方社會高峰會                         | 斯洛維尼亞                                               | 夏爾·米歇爾     | 烏蘇拉·馮德萊恩 （第一任） | 網站 （页面存档备份，存于）、主要訊息 （页面存档备份，存于）              |
| 220 | 2021 | 10/21–22 | 例行                                   | 斯洛維尼亞                                               | 夏爾·米歇爾     | 烏蘇拉·馮德萊恩 （第一任） | 網站 （页面存档备份，存于）、結論 （页面存档备份，存于）                  |
| 221 | 2021 | 12/16    | 例行                                   | 斯洛維尼亞                                               | 夏爾·米歇爾     | 烏蘇拉·馮德萊恩 （第一任） | 網站 （页面存档备份，存于）、結論                                         |
| ―   | 2021 | 12/16    | 歐元峰會                               | 斯洛維尼亞                                               | 夏爾·米歇爾     | 烏蘇拉·馮德萊恩 （第一任） | 網站 （页面存档备份，存于）、聲明                                         |
| 222 | 2022 | 2/17     | 非正式                                 | 法國                                                     | 夏爾·米歇爾     | 烏蘇拉·馮德萊恩 （第一任） | 網站 （页面存档备份，存于）                                               |
| 223 | 2022 | 2/24     | 臨時                                   | 法國                                                     | 夏爾·米歇爾     | 烏蘇拉·馮德萊恩 （第一任） | 網站 （页面存档备份，存于）、結論 （页面存档备份，存于）                  |
| 224 | 2022 | 3/10–11  | 非正式                                 | 法國                                                     | 夏爾·米歇爾     | 烏蘇拉·馮德萊恩 （第一任） | 網站 （页面存档备份，存于）、宣言 （页面存档备份，存于）                  |
| ―   | 2022 | 3/23     | 三方社會高峰會                         | 法國                                                     | 夏爾·米歇爾     | 烏蘇拉·馮德萊恩 （第一任） | 網站 （页面存档备份，存于）、主要訊息 （页面存档备份，存于）              |
| 225 | 2022 | 3/24–25  | 例行                                   | 法國                                                     | 夏爾·米歇爾     | 烏蘇拉·馮德萊恩 （第一任） | 網站 Archive.today的存檔，存档日期2023-02-23、結論 （页面存档备份，存于） |
| 226 | 2022 | 5/30–31  | 臨時                                   | 法國                                                     | 夏爾·米歇爾     | 烏蘇拉·馮德萊恩 （第一任） | 網站 （页面存档备份，存于）、結論                                         |
| 227 | 2022 | 6/23–24  | 例行                                   | 法國                                                     | 夏爾·米歇爾     | 烏蘇拉·馮德萊恩 （第一任） | 網站 （页面存档备份，存于）、結論 （页面存档备份，存于）                  |
| ―   | 2022 | 6/24     | 歐元峰會                               | 法國                                                     | 夏爾·米歇爾     | 烏蘇拉·馮德萊恩 （第一任） | 網站、聲明 （页面存档备份，存于）                                         |
| 228 | 2022 | 10/7     | 非正式                                 | 捷克                                                     | 夏爾·米歇爾     | 烏蘇拉·馮德萊恩 （第一任） | 網站 （页面存档备份，存于）、說明 （页面存档备份，存于）                  |
| ―   | 2022 | 10/19    | 三方社會高峰會                         | 捷克                                                     | 夏爾·米歇爾     | 烏蘇拉·馮德萊恩 （第一任） | 網站 （页面存档备份，存于）、主要訊息 （页面存档备份，存于）              |
| 229 | 2022 | 10/20–21 | 例行                                   | 捷克                                                     | 夏爾·米歇爾     | 烏蘇拉·馮德萊恩 （第一任） | 網站 （页面存档备份，存于）、結論 （页面存档备份，存于）                  |
| 230 | 2022 | 12/15    | 例行                                   | 捷克                                                     | 夏爾·米歇爾     | 烏蘇拉·馮德萊恩 （第一任） | 網站 （页面存档备份，存于）、結論 （页面存档备份，存于）                  |
| 231 | 2023 | 2/9      | 臨時                                   | 瑞典                                                     | 夏爾·米歇爾     | 烏蘇拉·馮德萊恩 （第一任） | 網站 （页面存档备份，存于）、結論 （页面存档备份，存于）                  |
| ―   | 2023 | 3/22     | 三方社會高峰會                         | 瑞典                                                     | 夏爾·米歇爾     | 烏蘇拉·馮德萊恩 （第一任） | 網站 （页面存档备份，存于）, 主要訊息                                     |
| 232 | 2023 | 3/23     | 例行                                   | 瑞典                                                     | 夏爾·米歇爾     | 烏蘇拉·馮德萊恩 （第一任） | 網站 （页面存档备份，存于）、結論 （页面存档备份，存于）                  |
| ―   | 2023 | 3/24     | 歐元峰會                               | 瑞典                                                     | 夏爾·米歇爾     | 烏蘇拉·馮德萊恩 （第一任） | 網站 （页面存档备份，存于）、聲明 （页面存档备份，存于）                  |
| 233 | 2023 | 6/29–30  | 例行                                   | 瑞典                                                     | 夏爾·米歇爾     | 烏蘇拉·馮德萊恩 （第一任） | 網站 （页面存档备份，存于）、結論 （页面存档备份，存于）                  |
| 234 | 2023 | 10/6     | 非正式                                 | 西班牙                                                   | 夏爾·米歇爾     | 烏蘇拉·馮德萊恩 （第一任） | 網站 （页面存档备份，存于）、宣言 （页面存档备份，存于）                  |
| 235 | 2023 | 10/17    | 臨時 （視訊會議）                      | 西班牙                                                   | 夏爾·米歇爾     | 烏蘇拉·馮德萊恩 （第一任） | 網站 （页面存档备份，存于）、聲明 （页面存档备份，存于）                  |
| ―   | 2023 | 10/25    | 三方社會高峰會                         | 西班牙                                                   | 夏爾·米歇爾     | 烏蘇拉·馮德萊恩 （第一任） | 網站 （页面存档备份，存于）、主要訊息 （页面存档备份，存于）              |
| 236 | 2023 | 10/26–27 | 例行                                   | 西班牙                                                   | 夏爾·米歇爾     | 烏蘇拉·馮德萊恩 （第一任） | 網站 （页面存档备份，存于）、結論 （页面存档备份，存于）                  |
| ―   | 2023 | 10/27    | 歐元峰會                               | 西班牙                                                   | 夏爾·米歇爾     | 烏蘇拉·馮德萊恩 （第一任） | 網站 （页面存档备份，存于）、聲明 （页面存档备份，存于）                  |
| 237 | 2023 | 12/14–15 | 例行                                   | 西班牙                                                   | 夏爾·米歇爾     | 烏蘇拉·馮德萊恩 （第一任） | 網站 （页面存档备份，存于）、結論 （页面存档备份，存于）                  |
| 238 | 2024 | 2/1      | 臨時                                   | 比利时                                                   | 夏爾·米歇爾     | 烏蘇拉·馮德萊恩 （第一任） | 網站 （页面存档备份，存于）、結論 （页面存档备份，存于）                  |
| ―   | 2024 | 3/20 rch | 三方社會高峰會                         | 比利时                                                   | 夏爾·米歇爾     | 烏蘇拉·馮德萊恩 （第一任） | 網站 （页面存档备份，存于）、主要訊息 （页面存档备份，存于）              |
| 239 | 2024 | 3/21–22  | 例行                                   | 比利时                                                   | 夏爾·米歇爾     | 烏蘇拉·馮德萊恩 （第一任） | 網站、結論 （页面存档备份，存于）                                         |
| ―   | 2024 | 3/22     | 歐元峰會                               | 比利时                                                   | 夏爾·米歇爾     | 烏蘇拉·馮德萊恩 （第一任） | 網站、聲明 （页面存档备份，存于）                                         |
| 240 | 2024 | 4/17–18  | 臨時                                   | 比利时                                                   | 夏爾·米歇爾     | 烏蘇拉·馮德萊恩 （第一任） | 網站 （页面存档备份，存于）、結論 （页面存档备份，存于）                  |
| 241 | 2024 | 6/17     | 非正式                                 | 比利时                                                   | 夏爾·米歇爾     | 烏蘇拉·馮德萊恩 （第一任） | 網站 （页面存档备份，存于）                                               |
| 242 | 2024 | 6/27     | 例行                                   | 比利时                                                   | 夏爾·米歇爾     | 烏蘇拉·馮德萊恩 （第一任） | 網站 （页面存档备份，存于）、結論 （页面存档备份，存于）                  |
| 243 | 2024 | 10/17–18 | 例行                                   | 匈牙利                                                   | 夏爾·米歇爾     | 烏蘇拉·馮德萊恩 （第一任） | 網站 （页面存档备份，存于）                                               |
| 244 | 2024 | 11/8     | 非正式                                 | 匈牙利                                                   | 夏爾·米歇爾     | 烏蘇拉·馮德萊恩 （第一任） | 網站 （页面存档备份，存于）                                               |
| 245 | 2024 | 12/19–20 | 例行                                   | 匈牙利                                                   | 安東尼奧·柯斯塔 | 烏蘇拉·馮德萊恩 （第二任） | 網站 （页面存档备份，存于）                                               |

- 後續會議外部連結

## 著名會議

### 1999年科隆會議
歐盟理事會於1999年6月3日至4日在德國科隆舉行會議，審議《阿姆斯特丹條約》生效後的問題。羅馬諾·普羅迪介紹了執委會未來的工作計畫和改革方案。理事會呼籲制定歐盟基本權利憲章。
理事會任命哈維爾·索拉納為歐盟部長理事會秘書長兼共同外交與安全政策高級代表（CFSP）。會議決定了對俄羅斯的共同政策（首次使用共同外交與安全政策），並通過關於科索沃的宣言。對於共同外交與安全政策的主要內容「共同安全與防務政策」，理事會宣布歐盟「必須具備自主行動的能力、可靠軍事力量的支持、決定使用這些力量的手段以及做好準備，以在不影響北約行動的情況下應對國際危機」。

### 2001年哥德堡會議
歐洲理事會於2001年6月14日至16日在瑞典哥德堡舉行會議。
歐盟高峰會聚焦討論了歐盟擴大、永續發展、經濟成長和結構改革等議題。美國總統喬治·W·布希於6月14日參加歐美峰會。這是美國總統首次訪問瑞典，旨在藉此機會與歐盟領導人討論氣候協商、世貿組織和中東問題上的分歧。
場外主要的抗議活動是由三個大型聯盟發起：反對美國外交政策的地方聯盟「布希回家」，反對瑞典加入歐盟和歐盟經濟暨貨幣聯盟的瑞典聯盟「哥德堡網路2001」，反對歐盟軍事化、申根協定、反對公部門和環境成為貿易商品的國際聯盟「哥德堡行動2001」。還有一個較大的伊朗聯盟和一個較小的反資本主義聯盟，以及非暴力網路和「收復街道聯盟」組織的示威和街頭派對。
據警方表示，在峰會三天期間，超過5萬示威者聚集在哥德堡， 其中少數人是外籍人士。示威組織安排了許多會議，其中最大的會議（除歐盟高峰會本身）是自由論壇（Fritt forum），該論壇舉辦了50場講座和研討會，由哥德堡市、瑞典司法部和瑞典外交部等組織資助。 峰會約有2500名警察鎮守。
除了一些小型衝突之外，還發生了一些騷亂。第一起事件發生在6月14日，當時警方包圍了赫維特費爾茨卡高中，該市請示威者在峰會期間留在該校。第二次發生在6月15日上午，當時反資本主義組織組織了2000名參與者的示威活動，導致與警察的暴力衝突，哥德堡主要幹道金斯蓋特大道遭到破壞。稍晚，在「收復街道」示威活動中，一支警察部隊遭到示威者投擲物體襲擊。警方隨後向示威者開槍，造成三人受傷，其中一人傷勢嚴重。 這是自1931年奧達倫槍擊事件以來，瑞典政府首次使用槍枝對付示威者。
由於示威者的暴力抗議、騷亂導致哥德堡市中心大片地區被毀，許多商店也被洗劫一空。

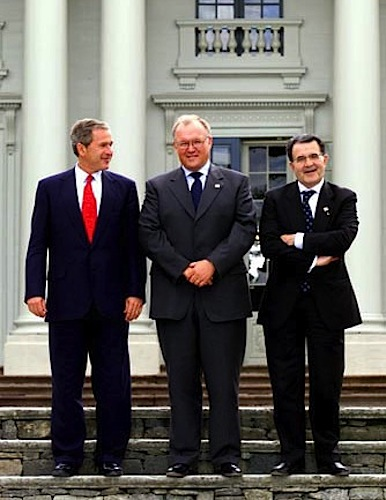
2001年6月14日，約蘭·佩爾松（中）與喬治·W·布希和羅馬諾·普羅迪在哥德堡合影。

瑞典警察工會強烈批評警方行動的領導和管理方式。 在其關於2001年6月哥德堡司令部的報告「混亂」中指出，當時多數的警察認為他們沒有足夠的資源以適當的方式履行職責，命令也令人困惑。
統計：
- 通報的犯罪案件：3,143起（截至 2002 年 2 月）[35]
- 因犯罪行為被拘留：554人[36]
- 被警方拘留（包括以下兩項）：575[36]
  - 依據警察法第13條規定被警察拘留：387[36]
  - 依據警察法第11條規定被警察拘留：188[36]
- 被捕：107[36]
- 候審期間被拘留：59[36]
- 判決數：38[36]
- 「歐盟相關」（即與歐盟高峰會期間的事件相關）受傷人數（由西約塔蘭地區的醫院治療）：143[35]
  - 警察：53[35]
  - 示威者：90[35]

歐盟高峰會騷亂後的刑期總年數約為50年監禁，據記者艾瑞克·維克稱，這一數字是先前騷動的12倍。
負責歐盟高峰會的警官Håkan Jaldung在審判中被指控在數小時內阻止約100人離開席勒斯卡（Schillerska ）高中，但最終被判無罪。

### 2001年拉肯會議
歐洲理事會於2001年12月14日至15日在比利時拉肯王宮舉行。
拉肯會議討論以下議題：
- 司法和內政領域的新措施：歐盟逮捕令、「恐怖主義」的共同定義以及歐洲聯盟刑事司法合作署

- 歐盟十個新機構的所在地（經過數小時的討論，歐盟理事會未能達成協議，決定將討論留到明年）

- 即將推出歐元現金（由歐盟理事會與財政部長開會審議）
- 歐盟擴大的進展
- 提出《歐洲未來拉肯宣言》

《歐洲未來拉肯宣言》成立了歐洲大會，由法國前總統瓦萊里·季斯卡·德斯坦擔任大會主席，義大利前總理朱利亞諾·阿馬托和比利時前首相讓-呂克·德阿納擔任副主席。該會議的任務是起草建立《歐盟憲法》，將有來自各國政府、各國議員、歐洲議會和歐盟執委會，以及候選國代表大約60名成員參加。該宣言回顧了過去五十年來歐洲一體化的進展，將其追溯到第二次世界大戰的恐怖根源，並提出了一些需要大會回應的問題。

## 資料來源
1. ↑  Scheduling of ordinary meetings in 2011-2020:
I/2011()
 II/2011()
 I/2012(, revised （页面存档备份，存于）)
 II/2012()
 I/2013 （页面存档备份，存于） (1st rev （页面存档备份，存于）, 2nd rev, )
 II/2013()
 I/2014 （页面存档备份，存于） (1st rev （页面存档备份，存于）, 2nd rev （页面存档备份，存于）, 3rd rev, )
 II/2014()
 I/2015()
 II/2015 （页面存档备份，存于）
 I/2016 （页面存档备份，存于） (revised, )
 II/2016()
 I/2017 （页面存档备份，存于）
 II/2017 （页面存档备份，存于）
 I/2018 （页面存档备份，存于）
 II/2018 （页面存档备份，存于）
 I/2019 （页面存档备份，存于）
 II/2019 （页面存档备份，存于）
 I/2020 （页面存档备份，存于）
 II/2020 （页面存档备份，存于）
2. ↑  Scheduling of ordinary meetings in 2021-2023:

I/2021 （页面存档备份，存于）
 II/2021 （页面存档备份，存于）
 I/2022 （页面存档备份，存于）
 II/2022 （页面存档备份，存于）
 I/2023
 II/2023 （页面存档备份，存于）
3. ↑  Scheduling of ordinary meetings since 2024:

I/2024 （页面存档备份，存于）
 II/2024 （页面存档备份，存于）
All call letters for ordinary meetings （页面存档备份，存于）
4. ↑   (PDF). General Secretariat of the Council of the European Union. 17 December 2010  [6 May 2013]. （原始内容 (PDF)存档于2014-04-28）.
5. ↑  http://www.consilium.europa.eu/uedocs/cms_data/docs/pressdata/en/ec/75509.pdf （页面存档备份，存于） [裸網址]
6. ↑  Smith, John.  (PDF). Danmark – European Commission. 27 October 2016  [22 November 2007]. （原始内容存档 (PDF)于18 December 2007）.
7. ↑  . euobserver.com. September 2008  [1 September 2008]. （原始内容存档于5 June 2011）.
8. ↑  http://www.consilium.europa.eu/uedocs/cms_data/docs/pressdata/en/ec/110166.pdf （页面存档备份，存于） [裸網址]
9. 1 2   (PDF). Council of the European Union. 1 March 2012  [5 May 2013]. （原始内容存档 (PDF)于29 October 2013）.
10. ↑  . General Secretariat of the Council. 11 January 2011  [2024-10-27]. （原始内容存档于2016-03-05）.
11. 1 2  . European Council. 8 December 2009  [28 July 2015]. （原始内容存档于6 March 2016）.
12. ↑  . European Council. 24 June 2010  [28 July 2015]. （原始内容存档于15 May 2016）.
13. 1 2 3  . European Council. 17 December 2010  [28 July 2015]. （原始内容存档于15 May 2016）.
14. 1 2  . European Council. 27 June 2011  [28 July 2015]. （原始内容存档于15 May 2016）.
15. 1 2 3 4  . European Council. 14 December 2012  [28 July 2015]. （原始内容存档于5 March 2016）.
16. 1 2  . European Council. 25 June 2012  [28 July 2015]. （原始内容存档于15 May 2016）.
17. 1 2 3  . European Council. 3 February 2014  [28 July 2015]. （原始内容存档于15 May 2016）.
18. 1 2  . European Council. 3 July 2013  [28 July 2015]. （原始内容存档于15 May 2016）.
19. ↑   (PDF). General Secretariat of the Council. 26 September 2014  [17 October 2014]. （原始内容存档 (PDF)于17 October 2014）.
20. 1 2  . Council of the European Union.   [5 May 2017]. （原始内容存档于2019-09-02）.
21. 1 2 3  . European Council. 20 December 2013  [28 July 2015]. （原始内容存档于5 March 2016）.
22. ↑   (PDF). General Secretariat of the Council. 18 June 2015  [2024-10-27]. （原始内容 (PDF)存档于2016-10-10）.
23. ↑   (PDF). General Secretariat of the Council. 6 July 2015  [2024-10-27]. （原始内容 (PDF)存档于2017-09-26）.
24. ↑  . Reuters. 21 October 2017. （原始内容存档于21 October 2017）.
25. ↑  .   [2024-10-27]. （原始内容存档于2021-10-22）.
26. ↑  European Council Decision (EU) 2019/1136 of 2 July 2019 proposing to the European Parliament a candidate for President of the European Commission （页面存档备份，存于）; European Council Decision (EU) 2019/1989 of 28 November 2019 appointing the European Commission （页面存档备份，存于）
27. ↑  .   [27 November 2023]. （原始内容存档于2023-07-09）.
28. ↑  Maryna Lisnychuk. . obozrevatel.com. 15 December 2023  [15 December 2023]. （原始内容存档于2024-04-20）.
29. ↑  . Politico. 18 December 2023  [21 December 2023]. （原始内容存档于2024-11-13）.
30. 1 2  . Council of the European Union. 1 December 2023  [29 December 2023]. （原始内容存档于2024-02-12）.
31. 1 2  . Council of the European Union. 16 January 2024  [16 January 2024]. （原始内容存档于2024-03-06）.
32. ↑  . To Vima. 9 April 2024  [13 April 2024]. （原始内容存档于2025-04-26）.
33. ↑  . Reuters. 9 April 2024  [13 April 2024]. （原始内容存档于2025-04-15）.
34. 1 2  . Council of the European Union. 8 May 2024  [28 May 2024]. （原始内容存档于2024-12-26）.
35. 1 2 3 4 5 6   [Gothenburg 2001 – Report from the Gothenburg Committee (SOU_2002:122)] (PDF). Government of Sweden. （原始内容 (PDF)存档于26 September 2007） （瑞典语）.
36. 1 2 3 4 5 6 7 8  National Police Board's evaluation of the EU command in Gothenburg in 2001  (PDF).   [2008-04-09]. （原始内容 (PDF)存档于2008-04-09）. (Swedish) Retrieved 20 November 2006.
37. 1 2   (PDF). Government of Sweden.   [20 November 2006]. （原始内容 (PDF)存档于29 September 2007） （瑞典语）.
38. ↑  . Göteborgs-Posten. 10 June 2011  [2024-10-27]. （原始内容存档于2016-03-04） （瑞典语）.
39. 1 2  "Chaos" – Regarding the Command in Gothenburg in June 2001 ("Kaos" – om kommenderingen i Göteborg juni 2001) (Retrieved 20 November 2006) 其摘要寫道：「歐盟峰會期間指揮部的情況可以用一個詞來概括：混亂。缺乏教育、缺乏物資和溝通，以及混亂的命令和警察內部的混亂。」
40. ↑  Wijk, Erik. . Stockholm: Ordfront. 2003. ISBN 91-7037-003-6 （瑞典语）. Page needed.
41. ↑  . Sveriges Television. 23 November 2004  [2024-10-27]. （原始内容存档于2024-12-26） （瑞典语）.
42. ↑  EU2001.be
43. ↑  "Press Releases, Council of the European Union" 的存檔，存档日期7 February 2012.

## 外部連結
- 歐盟理事會 （页面存档备份，存于）